# Katastrophenschutzministerium der Russischen Föderation
Das Katastrophenschutzministerium der Russischen Föderation (Abkürzung MTschS, russisch Министерство Российской Федерации по делам гражданской обороны, чрезвычайным ситуациям и ликвидации последствий стихийных бедствий, englisch EMERCOM) ist das Katastrophenschutzministerium der Regierung Russlands.
Die Organisation wurde am 27. Dezember 1990 gegründet. Im Jahr 1994 wurde sie zu einem Ministerium, seit 2002 ist ihr auch die Feuerwehr unterstellt. Das Ministerium wurde von 2018 bis September 2021 von Jewgeni Sinitschew geleitet, der im Amt tödlich verunglückte. Es untersteht direkt dem Staatspräsidenten.

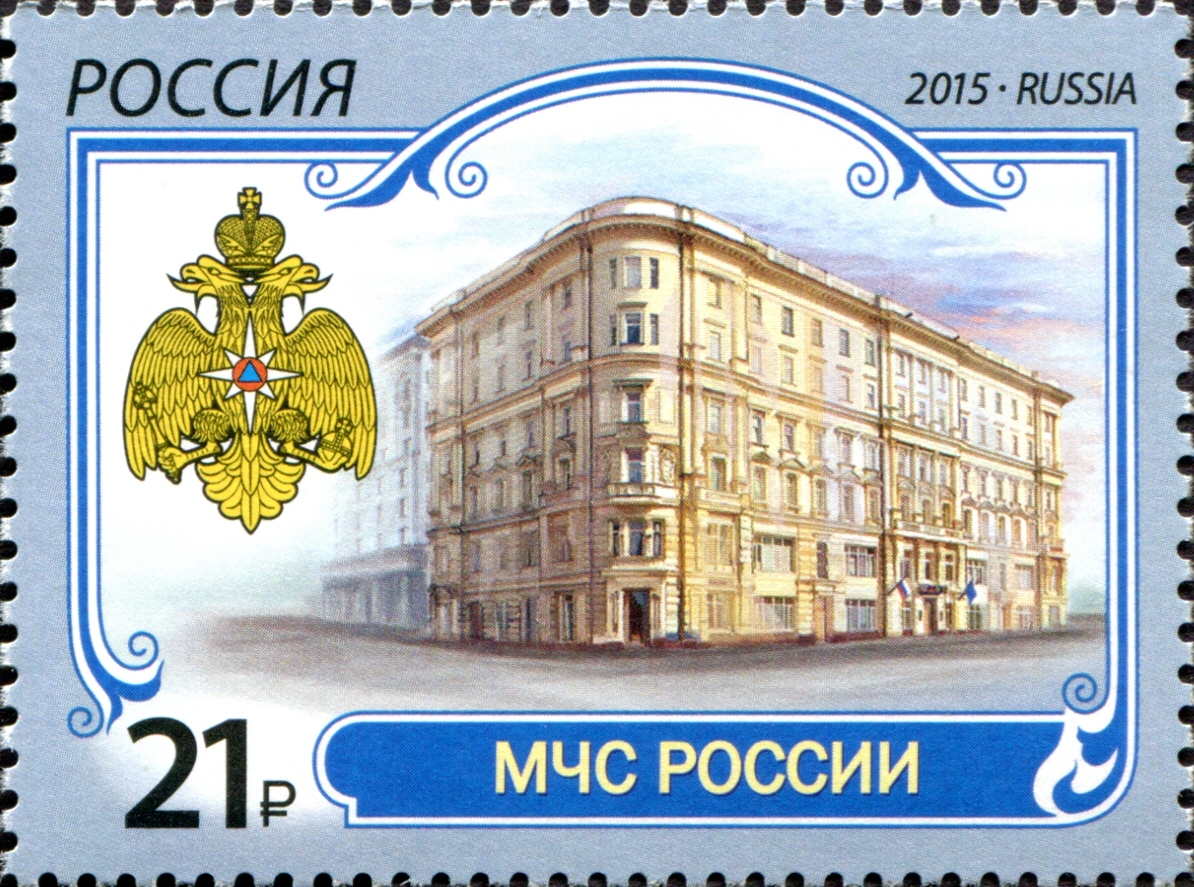
Briefmarke mit Hauptsitz des Ministeriums (2015)
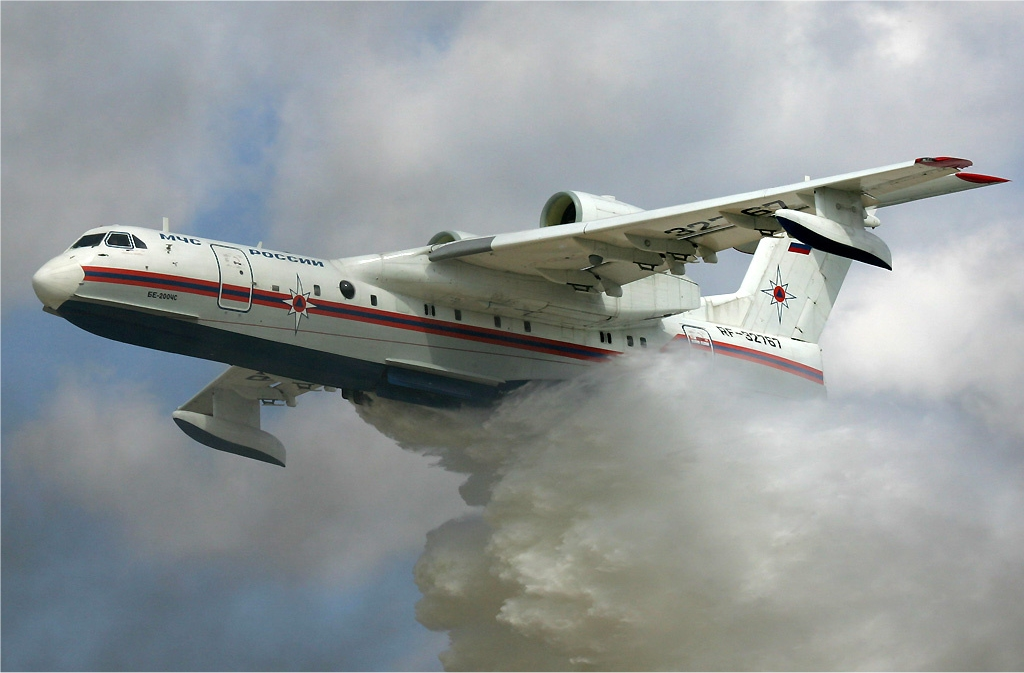
Löschflugzeug Berijew Be-200 des MTschS (2008)
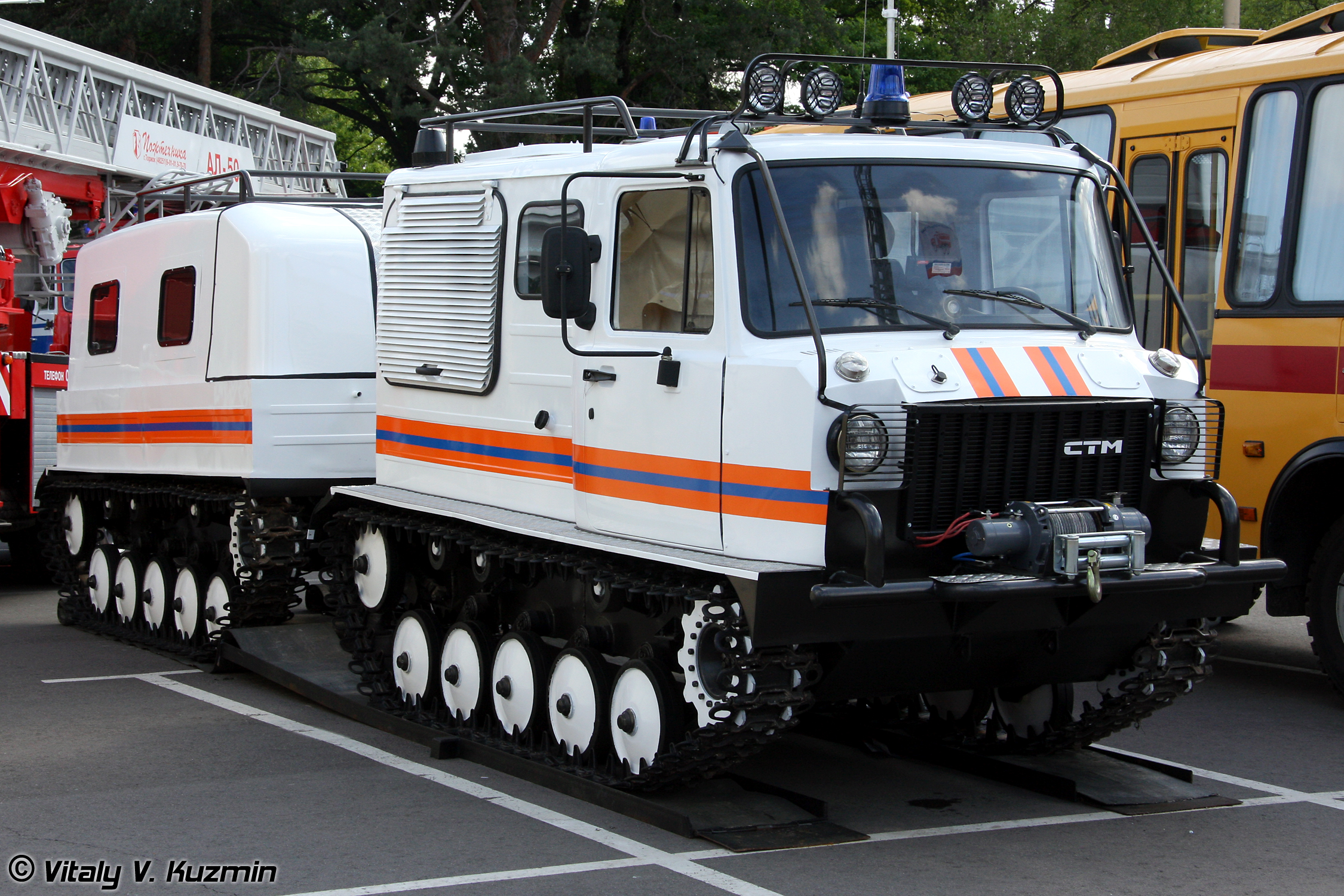
Raupenfahrzeug mit Anhänger (2010)
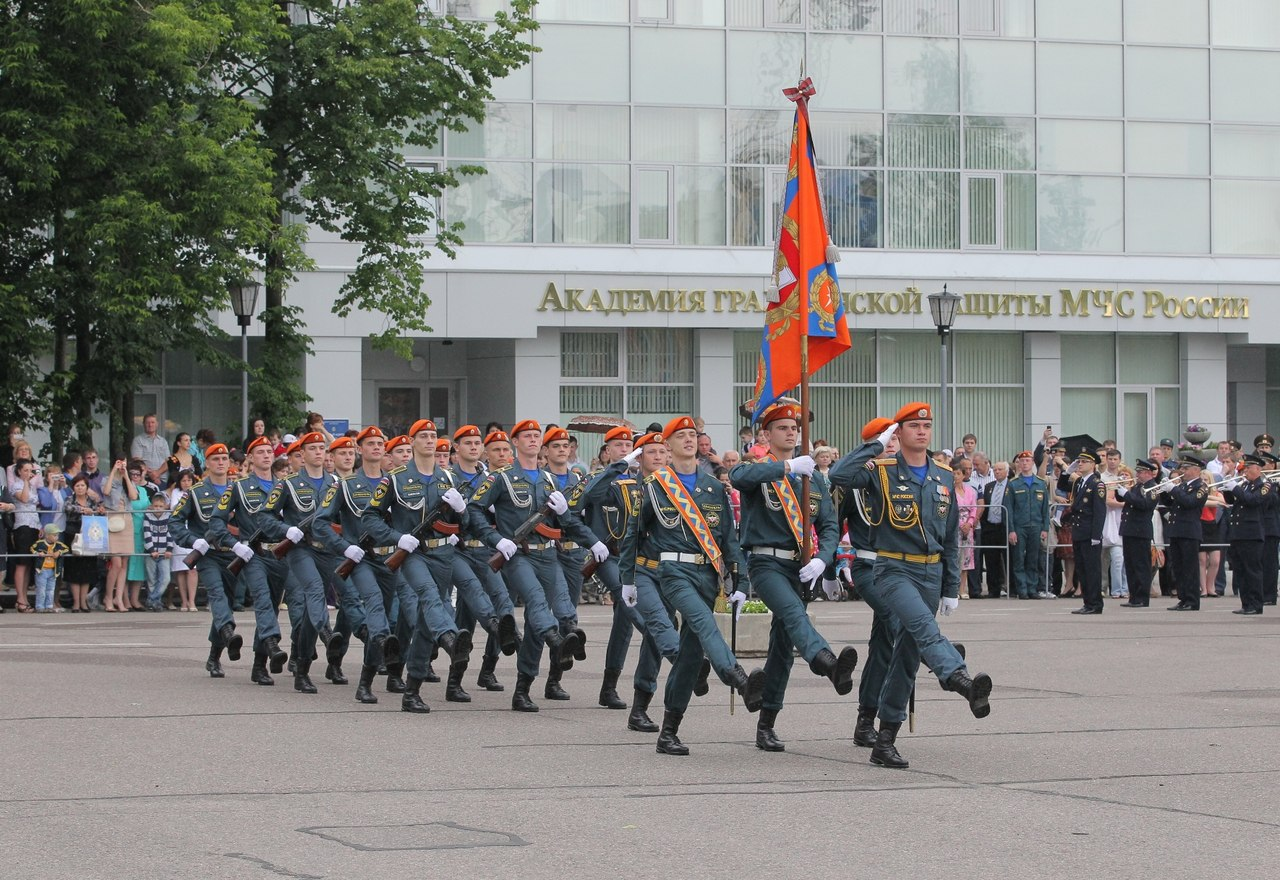
Absolventen der MTschS-Akademie in Chimki (2012)

## Minister
| Name                  | Amtsantritt        | Amtsende          |
| --------------------- | ------------------ | ----------------- |
| Sergei Schoigu        | 20. Januar 1994    | 11. Mai 2012      |
| Ruslan Zalikow        | 11. Mai 2012       | 17. Mai 2012      |
| Wladimir Putschkow    | 17. Mai 2012       | 18. Mai 2018      |
| Jewgeni Sinitschew    | 18. Mai 2018       | 8. September 2021 |
| Alexander Tschuprijan | 10. September 2021 | 25. Mai 2022      |
| Alexander Kurenkow    | seit 25. Mai 2022  |                   |